# Élections législatives slovènes de 2022
Les élections législatives slovènes de 2022 ont lieu le 24 avril 2022 afin de renouveler les 90 membres de l'Assemblée nationale de la Slovénie.
Des élections anticipées sont un temps jugées probables à la suite de la démission en janvier 2020 du président du gouvernement Marjan Šarec face à la mise en minorité de son gouvernement. Un nouveau gouvernement de coalition est cependant formé deux mois plus tard par le Parti démocratique slovène (SDS) avec Janez Janša pour président du gouvernement.
Avec une participation en forte hausse, le scrutin est une victoire pour le Mouvement pour la liberté (GS), un parti d'opposition écologiste créé un an plus tôt. Son dirigeant, Robert Golob forme un nouveau gouvernement début juin. 

## Contexte

### Élections de 2018

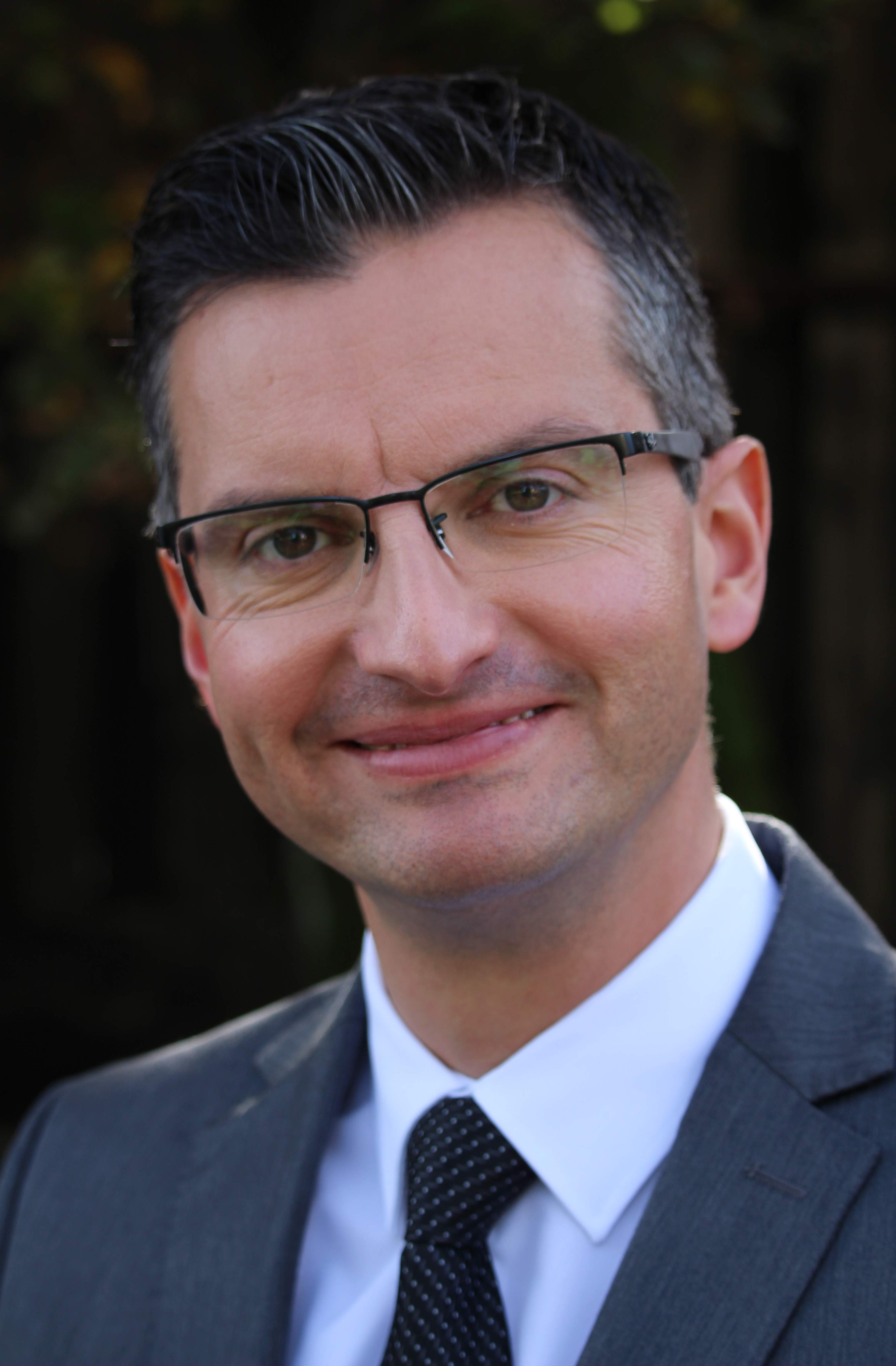
Marjan Šarec.

Les élections législatives de juin 2018 ne dégagent pas de majorité claire, le parti de centre gauche dit Parti du centre moderne du président du gouvernement Miro Cerar essuyant un net recul en perdant plus des deux tiers de ses sièges. Le parti de droite SDS arrive en tête avec 25 % des voix et 25 sièges sur 90 après une campagne axée sur les effets de la crise migratoire en Europe, les forces de gauche étant pour leur part éclatées en de nombreux partis. La Liste de Marjan Šarec et le parti La Gauche (Levica), nouvellement créés, font leur entrée au parlement, tandis que le Parti national slovène y retourne après dix années d'absence.
Après deux mois de négociations, un nouveau gouvernement de centre gauche est finalement annoncé début août, avant de prendre officiellement forme le 13 septembre. Marjan Šarec prend la tête d'une coalition LMS-SD-SMC-SAB-DeSUS. Ce gouvernement minoritaire réunit ainsi 43 sièges sur 90, en comptant sur le soutien sans participation de Levica et ses 9 députés, portant les appuis du gouvernement dans l'assemblée à 52 sièges. Le SDS, bien qu'ayant réuni le plus grand nombre de suffrages lors du scrutin, siège à nouveau dans l'opposition pour cette législature, en compagnie du NSi et du SNS.

### Chute du gouvernement

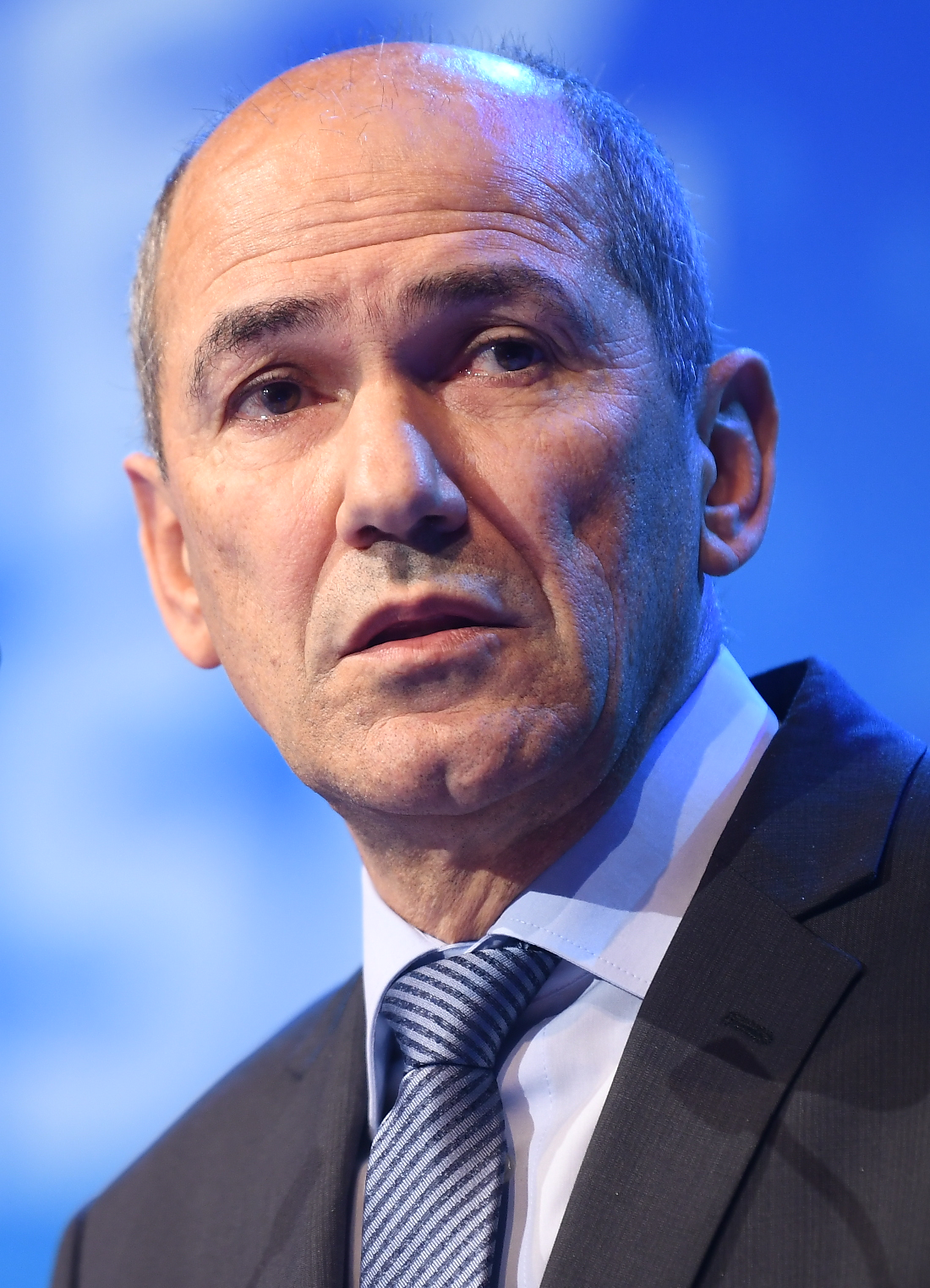
Janez Janša

La coalition gouvernementale se déchire fin 2019 sur la question d'une réforme du système de santé visant à en combler le déficit, une des principales promesses de campagne de la liste Marjan Šarec. Le ministre des Finances Andrej Bertoncelj s'oppose publiquement au projet porté par le LMS avant de présenter sa démission, tandis que Levica retire son soutien à la coalition. Devant l'échec de son projet et la mise en minorité de son gouvernement à l'assemblée, Marjan Šarec présente à son tour sa démission le 27 janvier 2020, déclarant « ne pas pouvoir répondre aux attentes du peuple » tout en s'affirmant confiant d'en être à même « après des élections ». Son parti mène alors largement en tête des intentions de vote depuis plusieurs mois,. 
Des élections anticipées pour la deuxième quinzaine d'avril sont alors jugées très probables, le Parti démocratique slovène (SDS) - qui seul pourrait former autour de lui une nouvelle coalition susceptible d'éviter un retour aux urnes - s'y déclarant lui aussi favorable par la voix de son dirigeant, Janez Janša. Le président Borut Pahor entame néanmoins des consultations avec les différents partis au lendemain de la démission de Šarec, au cours desquelles le SDS finit par envisager sérieusement la formation d'une coalition. Pahor a jusqu'au 28 février pour nommer un nouveau président du gouvernement pouvant compter sur un vote de confiance de l'assemblée, ou annoncer à cette dernière ne pas être en mesure de le faire, auquel cas les partis ont toute liberté pour en proposer un pendant une nouvelle période de seize jours. L'absence d'un président du gouvernement doté d'une majorité renouvelée à l'issue de ces périodes de négociations conduirait le président à convoquer de nouvelles élections.

### Nouveau gouvernement
Janez Janša parvient finalement a rassembler autour du Parti démocratique slovène le Parti du centre moderne (SMC), le Parti démocrate des retraités slovènes (DeSUS) et Nouvelle Slovénie (NSi). L'accord de coalition entre les quatre partenaires - qui totalisent alors 48 sièges sur 90 en raison d'une défection d'un député en faveur du SDS - est annoncé le 25 février 2020 avant d'être communiqué au président Pahor. Ce dernier charge Janša de former un gouvernement le lendemain. Le 3 mars, le parlement vote la confiance par 52 voix favorables et 31 contres à Janša, qui prête serment le jour même.

## Mode de scrutin

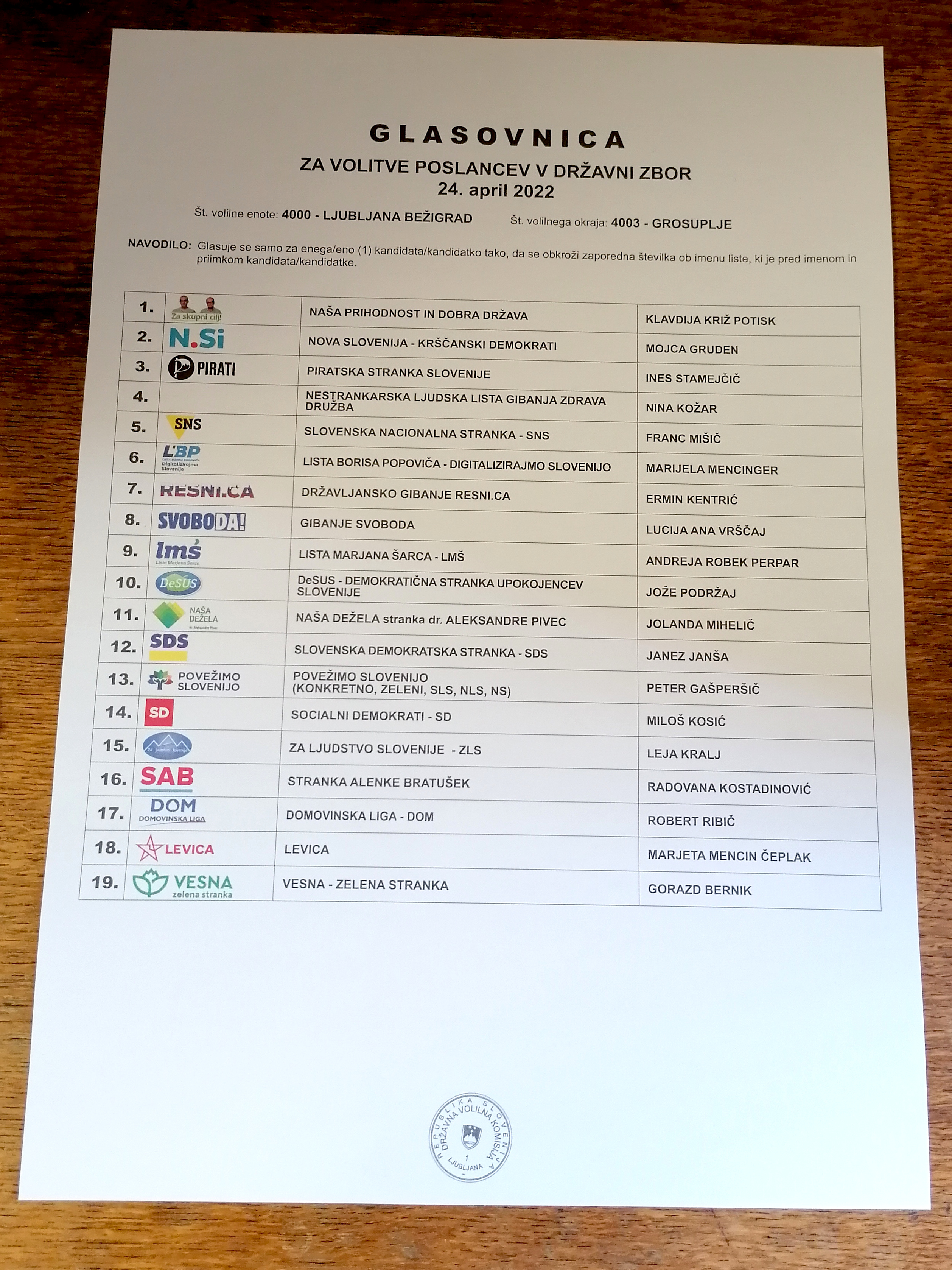
Exemple de bulletin de vote.

L'Assemblée nationale (Državni zbor) est la chambre basse du Parlement bicaméral de la Slovénie. Elle est composée de 90 députés élus pour quatre ans dont 88 au scrutin proportionnel plurinominal de liste avec vote préférentiel et seuil électoral de 4 % dans huit circonscriptions de 11 sièges. Après décompte des voix, les sièges sont répartis dans chaque circonscription sur la base du quotient de Droop, puis au niveau national pour les sièges restants selon la méthode d'Hondt. Pour chaque liste, les mandats sont attribués en fonction du nombre de votes préférentiels obtenus par les candidats.
Les deux autres sièges sont réservés aux minorités italiennes et hongroises à raison d'un député chacune, élus en un seul tour à l'aide d'un système de vote pondéré : la méthode Borda. Les électeurs concernés classent les candidats sur le bulletin de vote en leur attribuant des chiffres en partant de 1 pour leur candidat favori. Le candidat classé en premier reçoit autant de voix que de candidats dans la liste, celui classé deuxième une de moins, et ainsi de suite. Le candidat ayant recueilli le plus de voix est déclaré élu. Les slovènes votant pour les représentants des minorités peuvent aussi participer à l'élection des 88 autres sièges.
La loi électorale impose que chaque liste présente au moins 35 % de candidats de l'un et l'autre sexe. Les listes ne comportant que trois noms doivent ainsi compter au moins un homme et une femme.

### Par circonscription

## Forces en présence
| Parti | Parti                                                                                       | Idéologie                                                            | Chef de file                                | Résultats en 2018         |
| ----- | ------------------------------------------------------------------------------------------- | -------------------------------------------------------------------- | ------------------------------------------- | ------------------------- |
|       | Parti démocratique slovène Slovenska demokratska stranka (SDS)                              | Droite National-conservatisme, populisme de droite                   | Janez Janša (Président du gouvernement)     | 24,9 % des voix 25 sièges |
|       | Liste de Marjan Šarec Lista Marjana Šarca (LMŠ)                                             | Centre gauche Attrape-tout, populisme, social-libéralisme            | Marjan Šarec                                | 12,6 % des voix 13 sièges |
|       | Sociaux-démocrates Socialni demokrati (SD)                                                  | Centre gauche Social-démocratie, progressisme                        | Tanja Fajon                                 | 9,9 % des voix 10 sièges  |
|       | Parti du centre moderne Stranka modernega centra (SMC)                                      | Centre gauche Libéralisme, social-libéralisme                        | Zdravko Počivalšek (Ministre de l'Économie) | 9,8 % des voix 10 sièges  |
|       | La Gauche Levica                                                                            | Gauche Socialisme démocratique, écosocialisme, anticapitalisme       | Luka Mesec                                  | 9,3 % des voix 9 sièges   |
|       | Nouvelle Slovénie - Parti chrétien populaire Nova Slovenija Krščanska ljudska stranka (NSi) | Centre droit Démocratie chrétienne, conservatisme                    | Matej Tonin (sl) (Ministre de la Défense)   | 7,2 % des voix 7 sièges   |
|       | Parti d'Alenka Bratušek Stranka Alenke Bratušek (SAB)                                       | Centre Libéralisme, social-libéralisme                               | Alenka Bratušek                             | 5,1 % des voix 5 sièges   |
|       | Parti démocrate des retraités slovènes Demokratična stranka upokojencev Slovenije (DeSUS)   | Centre Social-libéralisme, défense des retraités                     | Ljubo Jasnič                                | 4,9 % des voix 5 sièges   |
|       | Parti national slovène Slovenska Nacionalna Stranka (SNS)                                   | Droite à extrême droite Nationalisme, conservatisme, euroscepticisme | Zmago Jelinčič Plemeniti (sl)               | 4,2 % des voix 4 sièges   |
|       | Mouvement pour la liberté Gibanje Svoboda (GS)                                              | Centre gauche Politique écologique, social-libéralisme               | Robert Golob                                | Nouveau                   |

## Résultats

### Nationaux
|                                    |                                                    |                                                    |                                    |                                    |                                    |               |               |  |  |  |  |  |  |  |
| Partis                             | Partis                                             | Partis                                             | Voix                               | %                                  | +/-                                | Sièges        | +/-           |  |  |  |  |  |  |  |
|                                    | Mouvement pour la liberté (GS)                     | Mouvement pour la liberté (GS)                     | 410 769                            | 34,45                              | Nv.                                | 41            | 41            |  |  |  |  |  |  |  |
|                                    | Parti démocratique slovène (SDS)                   | Parti démocratique slovène (SDS)                   | 279 897                            | 23,48                              | 1,44                               | 27            | 2             |  |  |  |  |  |  |  |
|                                    | Nouvelle Slovénie - Parti chrétien populaire (NSi) | Nouvelle Slovénie - Parti chrétien populaire (NSi) | 81 794                             | 6,86                               | 0,30                               | 8             | 1             |  |  |  |  |  |  |  |
|                                    | Sociaux-démocrates (SD)                            | Sociaux-démocrates (SD)                            | 79 709                             | 6,69                               | 3,24                               | 7             | 3             |  |  |  |  |  |  |  |
|                                    | La Gauche (Levica)                                 | La Gauche (Levica)                                 | 53 234                             | 4,46                               | 4,87                               | 5             | 4             |  |  |  |  |  |  |  |
|                                    | Liste de Marjan Šarec (LMŠ)                        | Liste de Marjan Šarec (LMŠ)                        | 44 401                             | 3,72                               | 8,64                               | 0             | 13            |  |  |  |  |  |  |  |
|                                    |                                                    | Concrètement (K)                                   | 40 612                             | 3,41                               | 10,05                              | 0             | 10            |  |  |  |  |  |  |  |
|                                    | Parti populaire slovène (SLS)                      | 0                                                  | 40 612                             | 3,41                               | 10,05                              | en stagnation |               |  |  |  |  |  |  |  |
|                                    | Les Verts de Slovénie (Zeleni)                     | 0                                                  | 40 612                             | 3,41                               | 10,05                              | en stagnation |               |  |  |  |  |  |  |  |
|                                    | Nouveau Parti populaire (NLS)                      | 0                                                  | 40 612                             | 3,41                               | 10,05                              | Abs.          |               |  |  |  |  |  |  |  |
|                                    | Nouvelle Sociale-démocratie (NSD)                  | 0                                                  | 40 612                             | 3,41                               | 10,05                              | Abs.          |               |  |  |  |  |  |  |  |
| Total Connectons la Slovénie (PoS) | Total Connectons la Slovénie (PoS)                 | 0                                                  | 40 612                             | 3,41                               | 10,05                              | Nv.           |               |  |  |  |  |  |  |  |
|                                    | Resni.ca                                           | Resni.ca                                           | 34 107                             | 2,86                               | Nv.                                | 0             | en stagnation |  |  |  |  |  |  |  |
|                                    | Parti d'Alenka Bratušek (SAB)                      | Parti d'Alenka Bratušek (SAB)                      | 31 117                             | 2,61                               | 2,50                               | 0             | 5             |  |  |  |  |  |  |  |
|                                    | Mouvement des gens en santé (ZD)                   | Mouvement des gens en santé (ZD)                   | 21 021                             | 1,76                               | Nv.                                | 0             | en stagnation |  |  |  |  |  |  |  |
|                                    | Notre futur-Bon pays (SNP+DD)                      | Notre futur-Bon pays (SNP+DD)                      | 20 279                             | 1,70                               | Nv.                                | 0             | en stagnation |  |  |  |  |  |  |  |
|                                    | Parti pirate slovène (PSS)                         | Parti pirate slovène (PSS)                         | 19 480                             | 1,63                               | 0,52                               | 0             | en stagnation |  |  |  |  |  |  |  |
|                                    | Notre pays (ND)                                    | Notre pays (ND)                                    | 17 846                             | 1,50                               | Nv.                                | 0             | en stagnation |  |  |  |  |  |  |  |
|                                    | Parti national slovène (SNS)                       | Parti national slovène (SNS)                       | 17 736                             | 1,49                               | 2,68                               | 0             | 4             |  |  |  |  |  |  |  |
|                                    | Vesna - Parti vert (Vesna)                         | Vesna - Parti vert (Vesna)                         | 16 089                             | 1,35                               | Nv.                                | 0             | en stagnation |  |  |  |  |  |  |  |
|                                    | Pour le peuple de Slovénie (ZLS)                   | Pour le peuple de Slovénie (ZLS)                   | 8 340                              | 0,70                               | Nv.                                | 0             | en stagnation |  |  |  |  |  |  |  |
|                                    | Parti démocrate des retraités slovènes (DeSUS)     | Parti démocrate des retraités slovènes (DeSUS)     | 7 840                              | 0,66                               | 4,27                               | 0             | 5             |  |  |  |  |  |  |  |
|                                    | Numérisons la Slovénie (LBP)                       | Numérisons la Slovénie (LBP)                       | 5 174                              | 0,43                               | Nv.                                | 0             | en stagnation |  |  |  |  |  |  |  |
|                                    | Autres partis                                      | Autres partis                                      | 2 848                              | 0,24                               | –                                  | 0             | en stagnation |  |  |  |  |  |  |  |
|                                    | Minorités hongroises et italiennes                 | Minorités hongroises et italiennes                 | Minorités hongroises et italiennes | Minorités hongroises et italiennes | Minorités hongroises et italiennes | 2             | en stagnation |  |  |  |  |  |  |  |
|                                    |                                                    |                                                    |                                    |                                    |                                    |               |               |  |  |  |  |  |  |  |
| Suffrages exprimés                 | Suffrages exprimés                                 | Suffrages exprimés                                 | 1 192 293                          | 99,18                              |                                    |               |               |  |  |  |  |  |  |  |
| Votes blancs et invalides          | Votes blancs et invalides                          | Votes blancs et invalides                          | 11 080                             | 0,92                               |                                    |               |               |  |  |  |  |  |  |  |
| Total                              | Total                                              | Total                                              | 1 203 373                          | 100                                | –                                  | 90            | en stagnation |  |  |  |  |  |  |  |
| Abstentions                        | Abstentions                                        | Abstentions                                        | 492 423                            | 29,04                              |                                    |               |               |  |  |  |  |  |  |  |
| Inscrits/Participation             | Inscrits/Participation                             | Inscrits/Participation                             | 1 695 796                          | 70,96                              |                                    |               |               |  |  |  |  |  |  |  |

### Minorités
Dans chacun des deux collèges électoraux réservés aux minorités, les députés sortants sont réélus.
| Minorité italienne       | Minorité italienne | Minorité italienne |                          | Minorité hongroise | Minorité hongroise | Minorité hongroise |
| Candidats                | Voix               | %                  | Candidats                | Voix               | %                  |                    |
| ------------------------ | ------------------ | ------------------ | ------------------------ | ------------------ | ------------------ | ------------------ |
| Felice Žiža              | 1 098              | 60,86              | Ferenc Horvath           | 1 984              | 58,32              |                    |
| Maurizio Tremul          | 706                | 39,14              | Mihael Kasas             | 790                | 23,22              |                    |
|                          |                    |                    | Otto Mocnek              | 628                | 18,46              |                    |
|                          |                    |                    |                          |                    |                    |                    |
| Votes valides            | 1 804              | 97,57              | Votes valides            | 3 172              | 98,14              |                    |
| Votes blancs et nuls     | 45                 | 2,43               | Votes blancs et nuls     | 60                 | 1,86               |                    |
| Total                    | 1 849              | 100                | Total                    | 3 232              | 100                |                    |
| Abstention               | 840                | 31,24              | Abstention               | 2 246              | 41,00              |                    |
| Inscrits / participation | 2 689              | 68,76              | Inscrits / participation | 5 478              | 58,00              |                    |

## Analyse

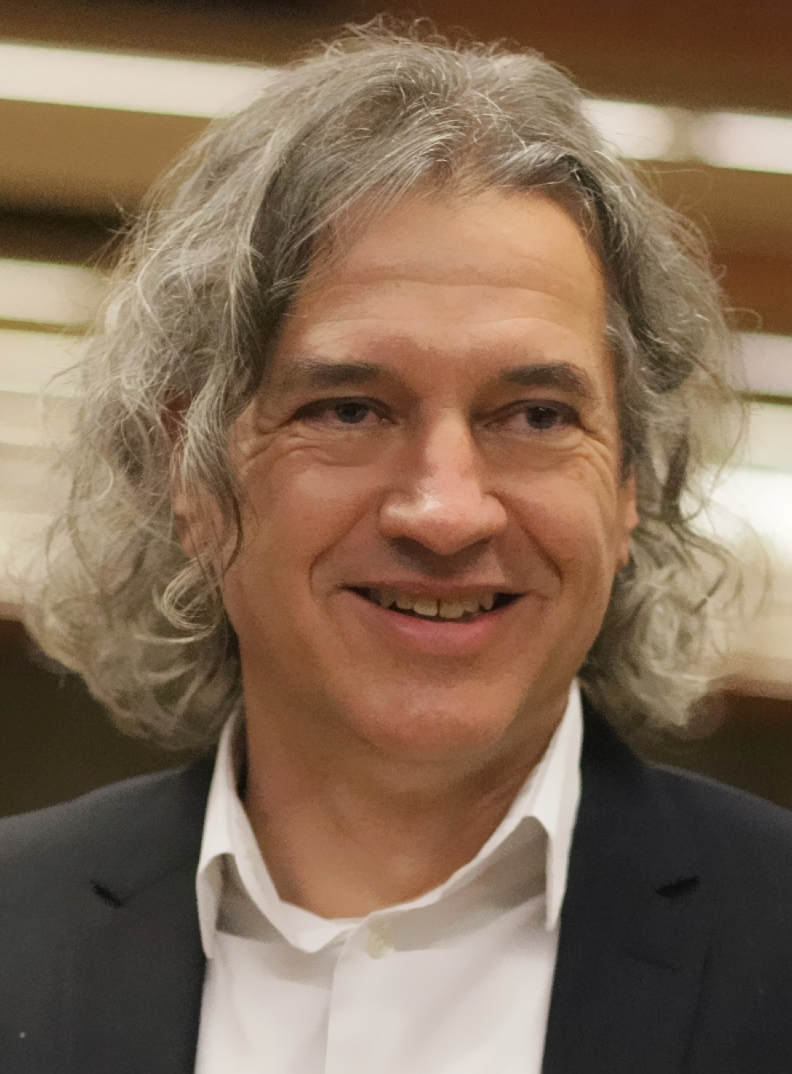
Robert Golob

Le scrutin est marqué par une participation en nette hausse avec près de 70 % de votants contre 52 % quatre ans plus tôt, soit le taux le plus haut depuis les élections d'octobre 2000. Les votes anticipés, effectués du 19 au 21 avril, représentent à eux seuls 7,67 % des inscrits, un record dans le pays. La hausse du taux de participation bénéficie en particulier aux partis d'opposition. Comme en 2011 et 2014, le scrutin voit arriver largement en tête un nouveau parti composé de personnalités jusqu'alors peu connues, confirmant la tendance de l'électorat slovène à l’expérimentation politique et sa défiance envers les partis en place,.
Arrivé en tête avec plus de dix points de pourcentages d'avance sur le parti suivant, le Mouvement pour la liberté (GS) mené par Robert Golob est largement considéré comme le vainqueur du scrutin, le parti manquant même de peu la majorité absolue des sièges. Arrivé deuxième, le Parti démocratique slovène (SDS) du Président du gouvernement sortant Janez Janša en est le grand perdant. Malgré une légère progression en termes de sièges, le SDS voit ses partenaires de coalitions s'effondrer, le privant de sa majorité. Janez Janša reconnait ainsi sa défaite au soir du scrutin, avant de féliciter le vainqueur tout en lui lançant avec amertume, qu'« il est facile de se payer des affiches, d'avoir le soutien des médias et de la prétendue société civile mais [que] rien de tout cela ne vous aidera dans la dure tâche qui vous attend »,. Devant le fort recul de sa formation, le dirigeant de La Gauche (Levica) Luka Mesec annonce son intention de présenter sa démission de la tête du parti.
Âgé de 55 ans, nouveau en politique après une carrière d'entrepreneur dans l'énergie solaire et considéré comme un écologiste libéral, Robert Golob aurait bénéficié d'un effet de vote utile, le GS étant perçu comme le parti d'opposition le plus à même de renverser Janša, au détriment de la Liste de Marjan Šarec (LMŠ) et du Parti d'Alenka Bratušek (SAB), qui échouent tous deux à franchir le seuil électoral de 4 % et perdent toute représentation à l'assemblée nationale,. La victoire du GS est notamment perçue comme une victoire des « forces libérales » contre celles « illibérales » dans le contexte de la récente victoire du Premier ministre hongrois Viktor Orbán aux élections législatives organisées le même mois. Proche allié de Viktor Orbán, Janez Janša était comme lui critiqué pour ses atteintes à l'état de droit et ses attaques envers l'Union européenne, bien que soutenant l'Ukraine lors du conflit l'opposant à la Russie, au contraire du dirigeant hongrois,.

## Formation du gouvernement
La formation par le Mouvement pour la liberté d'un gouvernement de coalition avec les Sociaux-démocrates (SD) et La Gauche (Levica) est attendue, Golob s'étant déclaré ouvert avant le scrutin à une telle alliance. Après une rencontre le 26 avril avec le président Borut Pahor, ce dernier fait part de son intention de nommer Golob à la tête d'un nouveau gouvernement dès le 23 mai, à l'issue des négociations avec le SD et Levica.
La coalition attendue se concrétise le 11 mai avec l'annonce par Robert Golob de la conclusion d'un accord entre les trois partis. Il devient président du gouvernement le 25 mai, et le gouvernement Golob reçoit la confiance de l'assemblée le 1er juin par 53 voix pour et 28 contre,.